# Saurom
Saurom (ранее Saurom Lamderth) испанская фолк-метал группа из города Сан-Фернандо (Кадис). Её лирика часто основана на традиционных легендах и стихах. Некоторые из песен связаны с фантастическими произведениями, такими как Властелин колец или Песнь льда и огня.

## Дискография

### Демо
- La cripta del duende (1996)
- Regreso a las Tierras Medias (1997)
- Legado de juglares (1999)
- Orígenes (2000)

### Студийные альбомы
- El guardián de las melodías perdidas (2001)
- Sombras del Este (2002)
- Legado de juglares (2004)
  - Sinfonías de los bosques (2006)
- JuglarMetal (2006)
- Once romances desde al-Ándalus (2008)
  - Romances from al-Ándalus (2008)
- Maryam (2010)
- Vida (2012)
- Sueños (2015)[3]
- La Magia de la Luna (2017)
- Musica (2020)